# Jussara (Paraná)
Jussara é um município brasileiro do estado do Paraná. Sua população, conforme estimativas do IBGE de 2020, era de 7 041 habitantes.
Foi criado pela lei estadual nº 2.411, de 13 de julho de 1955, que desmembrou seu território do de Engenheiro Beltrão.